# Кхлонг

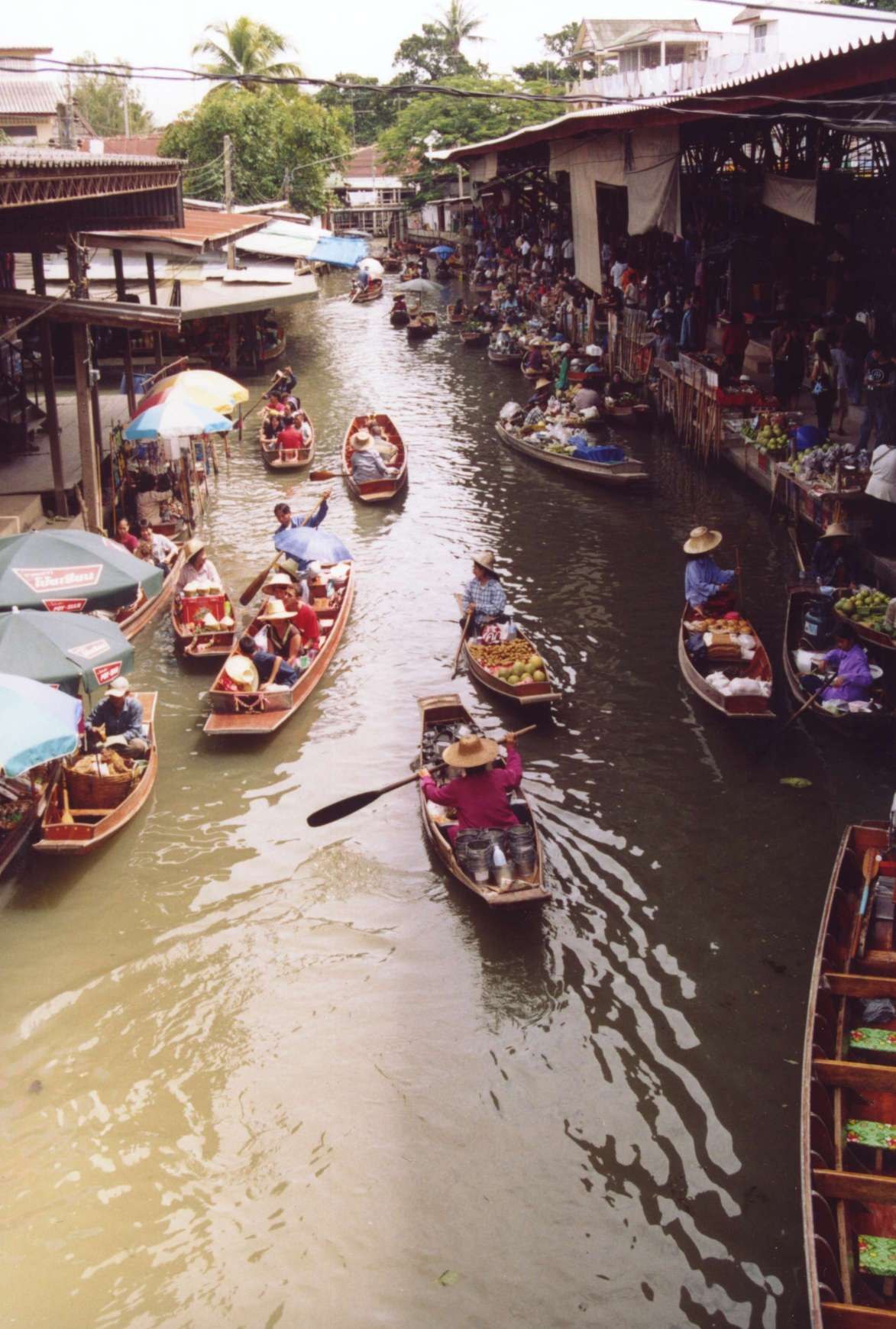
Плавучий рынок в ампхе Дамненсадуак, провинция Ратбури

Кхлонг (тайск. คลอง, [kʰlɔ̄ːŋ]) — слово, используемое в Таиланде для обозначения водных каналов центральной равнины. Кхлонги соединяют многие реки, в том числе Чаупхраю, Тхачин, Мэкхлонг и их притоки. Употребление тайского слова คลอง не ограничивается каналами, оно также входит в состав названия многих небольших рек.
Множество каналов пересекается в районе столицы страны — Бангкока, что дало ему название «Венеция Востока». Первый канал был построен в XVI столетии для перевозки товаров из городов Сиамского залива до тогдашней столицы Аюттхаи. Расцвет строительства каналов пришелся на XVIII—XIX века. Клонги традиционно использовались в качестве транспортных путей и плавучих рынков, а также для сточных вод. В наши дни большинство клонгов засыпано и превращено в обычные улицы, однако несколько всё же осталось нетронутыми. Каналы являются проблемой Бангкока из-за того, что затрудняют строительство дорог и зданий, в то же время они служат важной частью истории и культуры страны, а также — местом привлечения туристов.